# Antti Tuisku
Antti Tapani Tuisku (Rovaniemi, 27 febbraio 1984) è un cantante finlandese.
È arrivato terzo nel 2003 nel programma televisivo Idols (versione finlandese di Pop Idol). In Finlandia ha venduto oltre 250 000 pubblicazioni.

## Discografia
- 2004 – Ensimmäinen
- 2005 – Antti Tuisku
- 2005 – Minun jouluni
- 2006 – New York
- 2006 – Rovaniemi
- 2009 – Hengitän
- 2010 – Kaunis kaaos
- 2011 – Minun jouluni 2
- 2013 – Toisenlainen tie
- 2015 – En kommentoi
- 2017 – Anatude
- 2020 – Valittu kansa